# Guerra civil chadiana (1979-1982)
La Guerra civil chadiana (1979-1982), o la segunda guerra civil chadiana (para distinguirla de la primera guerra civil), fue una guerra civil ocurrida en Chad, ocurrida poco después de la primera guerra civil en 1979. Causada por las grandes tensiones entre el presidente Goukouni Oueddei y el ministro de defensa Hissène Habré. La guerra concluyó el 7 de junio de 1982 cuando las fuerzas de Habré tomaron la capital y el poder del país.

## Antecedentes

### Dimisión de Malloum
En 1979 el anterior presidente chadiano, Félix Malloum, dimite después de que las fuerzas de Habré tomaran Yamena después de intensos combates. El poder fue entregado a Oueddei y se firmaron el 21 de agosto de 1979 los Acuerdos de Lagos, donde se describía el establecimiento de un Gobierno de Transición de Unidad Nacional (GUNT) que tomaría posesión en noviembre. Mientras que Hissène Habré se volvería ministro de defensa.

### Establecimiento de GUNT
Pero las tensiones entre Oueddei y Habré no tardaron en llegar, ya que la posición pro-Libia de Oueddei no le gustaba a Habré. Además Oueddei y Habré ya tuvieron rivalidades cuando eran líderes del Segundo Ejército de liberación, una facción de FROLINAT, otra vez por la postura pro-Libia de Oueddei. Mientras tanto Libia tenía el control del norte de Chad.

## Guerra

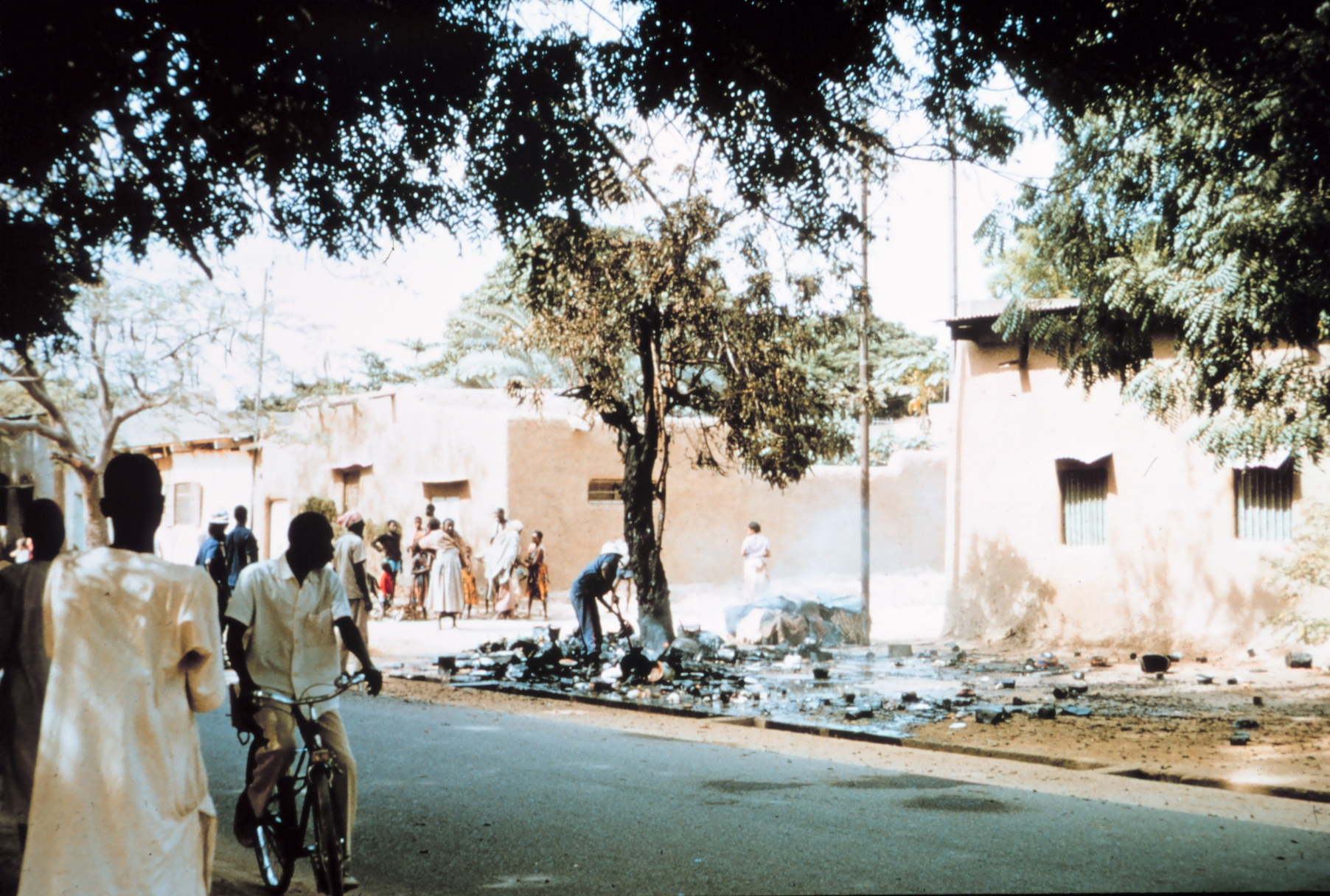
Durante la guerra, Yamena fue escenario de intensos combates (foto de los 1960)

Se considera el comienzo de la guerra en febrero de 1979, cuando Félix Malloum era aun presidente de Chad y las diversas facciones de FROLINAT estaban luchando contra el gobierno.
Cuando Malloum dimitió y le dio el poder a Oueddei, las tensiones llegaron a un punto clímax en marzo cuando hubo enfrentamientos entre Fuerzas Armadas del Norte (FAN) lideradas por Habré y las Fuerzas Armadas Populares (FAP) de Oueddei en Yamena por un intento de derrocar a Oueddei, el enfrentamiento se convertiría en una sangrienta batalla que duró hasta diciembre. Los franceses evacuaron Yamena y Chad en mayo de 1980. En diciembre, Oueddei con intervención libia expulsa a Habré de Yamena. Poco tiempo después Hissène Habré se había refugiado con FAN a Sudán, para prepararse a una invasión a Chad, el cual tuvo apoyo de Egipcio y Estados Unidos. Mientras tanto en Chad, las facciones de FROLINAT se estaban peleando unas a las otras por su lealtad hacia Oueddei y Habré, apoyados por Libia y Francia respectivamente.
En enero de 1981 Gadafi y Oueddei sugirieron la fusión de Libia y Chad. Algo que no les gustó a los chadianos y provocó inquietud a sus países vecinos. Dándole una mala reputación a Oueddei considerándole como un títere de Gadafi.
En noviembre, Gadafi retira las fuerzas libias de Chad por presiones internacionales. En 1982 Habré y FAN invaden Chad desde Darfur sin apenas oposición. El 7 de junio de 1982, las fuerzas de Habré y FROLINAT toman la capital chadiana y el poder del país mientras que Oueddei se exilia a Argelia poniendo el fin a la guerra.

## Consecuencias
Hissène Habré, cuando estuvo en el poder, creó una nueva dictadura sangrienta que causó miles de muertos que duró hasta 1990, cuando terminó con el golpe de Estado liderado por Idriss Déby. También Habré, por su posición anti-Gadafi, provoca una guerra entre Chad y Libia.